# Grooby Productions
Grooby Productions es una productora estadounidense dirigida al mundo pornográfico y especializada en actores y actrices transgénero, estableciéndose como una empresa pionera en el entretenimiento del sexo transexual. Desarrolló paralelamente un sitio web llamado Grooby Girls, el primer sitio de pago de sexo con actores transexuales con contenido original. La compañía es propietaria de varios sitios web de esta temática, conteniendo así mismo su propia distribuidora de DVD, foros, blogs y patrocinando los Transgender Erotica Awards.

## Historial de la compañía
Grooby tiene sus raíces en los sitios web que se iniciaron en 1996. El más destacado de ellos fue su sitio transgénero Shemale Yum, que se convirtió en un sitio de verificación para adultos y, finalmente, en un sitio de pago. El uso del término transexual ha sido considerado peyorativo por parte de la comunidad transgénero, pero la productora alegó que usó dicho nombre independientemente de ese mal uso, y que Grooby se había labrado un camino en la industria ya importante como para realizar un cambio de nombre. A Shemale Yum le siguieron otros sitios web, incluido Ladyboy-Ladyboy en 1998, que fue el primer sitio web que visitó Tailandia para fotografiar Kathoey (o lady boys) y varios sitios con transexuales brasileños, negros, japoneses y canadienses.
Durante un tiempo Grooby operó los sitios web oficiales de Joey Silvera y Gia Darling, pero debido a las diferencias creativas, estos arreglos se disolvieron amistosamente. En 2006, la compañía celebró su décimo aniversario, que incluyó una fiesta organizada por Allanah Starr en Nueva York.
En 2008, Grooby abrió el sitio web SheMaleJapan.com para centrarse en los modelos transexuales japoneses "newhalf". El concepto para el sitio web se remonta a 2000, pero tardó ocho años en encontrar un productor adecuado en Japón. A finales de 2008, la compañía albergaba 12 sitios web y empleaba a 7 empleados a tiempo completo en su sede de Los Ángeles y 25 personas en todo el mundo. Grooby Productions produce más de 2000 conjuntos de fotografías y vídeos al año para lanzamientos solo para la web y aproximadamente 10 lanzamientos de DVD. A finales de 2009, la compañía trasladó sus oficinas de Honolulú a Los Ángeles.
En agosto de 2017, la compañía comenzó un proyecto que duró un año para cambiar cualquiera de sus productos aún usando el término transexual en su marca, con el nombre de Shemale Yum como GroobyGirls.com y Shemale.xxx a Tgirls.xxx. El director de marketing de la empresa, Kristel Penn, explicó que Grooby "ha sido un aliado de larga data de la comunidad LGBTQ y no nos tomamos esa responsabilidad a la ligera. Estoy realmente emocionado por este cambio de marca, especialmente por nuestra comunidad. Ya sea que conozca personalmente a nuestra compañía o no, creo que la gente verá que este cambio es un reflejo más preciso del espíritu de nuestra compañía".
Para 2018, la compañía opera más de 35 sitios de pago para adultos y tiene 50 lanzamientos de DVD al año. En octubre de 2018 patrocinó el estreno como directora de la actriz transexual Domino Presley en Domino Presley's House of Whores, con la propia Domino, Natalie Mars, Eddie Wood y el regreso de Jane Marie.
Anualmente Grooby patrocina los Transgender Erotica Awards (TEA), que se celebra cada mes de febrero en Los Ángeles. Al citar a una pobre representación de artistas y productores transgénero en las ceremonias de premiación para adultos (premios XBIZ y premios AVN entre otros), el evento anual se creó para reconocer los logros en la industria de adultos transgénero. Comenzó como una pequeña muestra de premios solo en línea, y desde entonces se ha convertido en un evento muy concurrido, que honra a los modelos e intérpretes en 21 categorías y atrae la atención de fuera de la comunidad trans.
Grooby ha trabajado con actrices como Korra Del Rio, Shiri Allwood, Jessy Dubai, Khloe Kay, Lena Kelly, Daisy Taylor, Aubrey Kate, Carla Novaes, Chanel Santini, Venus Lux, Jesse Flores, Eva Lin, River Stark, Stefani Special, Kayleigh Coxx, Allanah Starr, Foxxy, Vicki Richter, Ella Hollywood, Sienna Grace, Kylie Maria, Hazel Tucker, Isabella Sorrenti, Aspen Brooks, Jonelle Brooks, Nina Lawless, Casey Kisses, Amy Daly, Kimber James, Kelly Klaymour, Natassia Dreams, Marissa Minx, Tiffany Starr, Vixxen Goddess, Yasmin Lee, Annabelle Lane o Mandy Mitchell, entre otras.
Algunas de sus producciones destacadas son Absolute Domy, All My Mother's Lovers, Aubrey Kate TS Superstar, Black Shemale Superstars, Bob's Tgirls and Their Fucking Machines, Brazilian Transsexuals Trans 3 Somes, Chanel Santini TS Superstar, Hardcore, Hot and Sweaty Black T-Girls, Mia Maffia TS Superstar, New York Shemales 3, Real Fucking Girls 2, Shemale Pornstar 2, Shemale Pornstar Eva Lin, T-Girl Up and Cummers, TGirl Teasers 4 o Trans6uals.